# Michèle Florence Sutter-Rüdisser
Michèle Florence Sutter-Rüdisser (* 1975) ist eine Schweizer Wirtschaftsprofessorin an der Universität St. Gallen. Die promovierte Ökonomin, mehrfache Verwaltungsrätin und Referentin setzt sich für eine neue Führungskultur, gemischte Teams auf Führungsebene und mehr Diversität in der internationalen Wirtschaftswelt ein.

## Wirken
Die Wirtschaftswissenschaftlerin startete ihre Karriere an der Universität Zürich und an der Tsinghua University in Peking sowie als Gastprofessorin an der WU Wirtschaftsuniversität in Wien. Seit 2011 unterrichtet Sutter-Rüdisser an der School of Management der Università Commerciale Luigi Bocconi in Mailand und ist dort bis heute regelmässige Gastprofessorin. Darüber hinaus engagiert sie sich in verschiedenen internationalen Forschungsprojekten. Sie ist beispielsweise Mitglied des Network for Innovative Governance. Als bisher jüngste Frau wurde sie 2018 zur Titularprofessorin an der Universität St. Gallen berufen.
Sutter-Rüdisser ist Vizepräsidentin des Instituts für Accounting, Controlling und Auditing an der Universität St. Gallen.
Die Forscherin hält mehrere Verwaltungsratsmandate. 2020 wurde sie von der Generalversammlung der Krankenversicherung Helsana in den Verwaltungsrat gewählt. Im gleichen Jahr wurde sie auch in den Verwaltungsrat der Kantonalbank Graubünden gewählt.

## Leben
Sutter-Rüdisser spricht sechs Sprachen, fliessend Deutsch, Italienisch, Französisch, Englisch und verfügt über Grundkenntnisse in Spanisch und Mandarin. Sie ist aufgewachsen im Tessin, Arosa und Lachen. Sie lebt in Zürich, ist verheiratet und Mutter zweier Kinder.